# Volo Inex-Adria Aviopromet 450
Il volo Inex-Adria Aviopromet 450, JP 450, era un volo charter internazionale da Teodo, nella Repubblica Socialista Federale di Jugoslavia a Praga, in Cecoslovacchia, che si schiantò nel sobborgo praghese di Suchdol il 30 ottobre 1975, alle 09:20. Il McDonnell Douglas DC-9-32 con 115 passeggeri e 5 membri dell'equipaggio a bordo scese, in condizioni meteorologiche strumentali (IMC), al di sotto dell'altitudine minima di discesa definita (MDA) durante l'avvicinamento finale all'aeroporto di Praga-Ruzyne RWY 25, cadde in una gola sopra il fiume Moldava e non fu in grado di superare il terreno in salita. L'incidente uccise 75 dei 120 occupanti, e ad oggi rimane il peggior disastro aereo sul suolo della Repubblica Ceca.

## L'aereo
L'aereo che operava il volo era un McDonnell Douglas DC-9-32, numero di serie 47457, prodotto nel 1971, consegnato nuovo ad Atlantis come D-ADIU prima di essere venduto a Inex Adria Aviopromet nel 1973 come YU-AJO.

## L'incidente
Il DC-9 era operato dalla Inex-Adria Aviopromet su un volo mattutino partito da Teodo e diretto a Praga con turisti, per lo più cecoslovacchi, che tornavano a casa dalle vacanze sul mare Adriatico. Il capitano Miodrag Marovic (40) e il primo ufficiale Rade Popov (49) effettuarono un volo tranquillo con tempo sereno, fino a quando non iniziarono la procedura di atterraggio NDB (Non-directional beacon). L'ATC cecoslovacco rilevò l'aereo al confine alle 09:01. Dopo l'identificazione, l'equipaggio richiese il bollettino meteo. L'ATC rispose che la visibilità totale a Praga era di 1.500 metri e sulla pista 25 (oggi pista 24) solo 200 metri. Allo stesso tempo il controllore avverti i piloti che sia l'Instrument Landing System (ILS) per la pista 25 che il Precision Approach Radar (PAR) non erano operativi.
ATC:"JP450, l'ILS e il PAR sono fuori servizio sulla pista 25".
Volo 450:"Capisco, ma cosa facciamo adesso?"
ATC:"Potete continuare per Praga o deviare su un altro aeroporto".
Volo 450:"Per favore restate in attesa."
Volo 450:"Quindi l'RVR di 1.100 metri, l'ILS e le luci di avvicinamento sono fuori servizio?"
Poiché l'ATC non disse mai che le luci di avvicinamento erano fuori servizio, questo messaggio dell'equipaggio rivela che il carico mentale stava iniziato ad accumularsi a causa del disagio con la situazione in aeroporto.
ATC:"L'ILS è fuori servizio. Le luci di avvicinamento e le luci di pista funzionano. Ci sono anche i radiofari (NDB) in funzione".
Sulla base delle informazioni ricevute, i piloti decisero di procedere secondo il piano di volo verso l'aeroporto di Ruzyne.
L'ATC contattò nuovamente l'equipaggio, mentre il DC-9 si trovava a un'altitudine di 1.500 metri (4900 piedi) in avvicinamento all'NDB (beacon) PG da sud-est, e incaricò i piloti di continuare la rotta verso PG, quindi proseguire per PR e operare una virata di 180°. L'ATC approvò la discesa a 550 metri (la comunicazione era in metri, non in piedi) fornendo una pressione barometrica di 981. Le istruzioni dell'ATC vennero lette correttamente dall'equipaggio del JP450. Dopo aver superato il radiofaro PR, i piloti iniziarono la procedura di atterraggio secondo il piano di volo. Tuttavia, da qualche parte sopra il villaggio di Vodochody, mancarono inavvertitamente l'inizio della svolta a destra continuando un'ampia virata sopra i villaggi di Velika Ves e Kojetice (Vedi Fig. 2). Dopodiché i piloti impostarono l'avvicinamento finale per la pista 25 (oggi pista 24) in condizioni di nebbia. Senza il supporto dell'ILS e del PAR, il volo 540 si trovò in una situazione difficile e stressante durante l'avvicinamento finale. Il livello di ormoni dello stress scoperto, post mortem, nel corpo del primo ufficiale dimostra lo stress emotivo a cui l'equipaggio era sottoposto.
Inoltre, durante l'esecuzione di una virata a destra non standard, l'equipaggio posizionò l'aereo a sud (sinistra) del percorso di discesa pianificato per l'avvicinamento finale. Questa deviazione orizzontale dal sentiero di discesa continuò ad aumentare e nel punto dell'impatto era di circa 0,7 NM (1,3 Km). (vedi fig. 3)
Durante la virata, l'ATC avvertì di nuovo l'equipaggio di un malfunzionamento dell'ILS, ripetendo le informazioni sulla pressione barometrica in aeroporto e richiese conferma dell'avvicinamento ai due NDB - "JP450, confermare l'avvicinamento su PR e L".
Alle 09:18 JP450 confermò - "Ricevuto, radiofari PR e L".
Questa fu l'ultima trasmissione ricevuta dal JP450.
Durante questa comunicazione l'equipaggio continuò a scendere al di sotto della quota approvata dall'ATC e deviò orizzontalmente dal percorso di planata, volando direttamente verso una gola di Suchdol, tagliata dal fiume Moldava, e ben al di sotto del livello dell'aeroporto. Sfortunatamente non esistono registrazioni del Cockpit Voice Recorder (CVR) o del Flight Data Recorder (FDR) pubblicamente disponibili per ricostruire in modo credibile le conversazioni in cabina di pilotaggio e le azioni dei piloti. Inoltre, alcune fonti hanno citato il rapporto ufficiale secondo cui il CVR aveva smesso di registrare circa 15 minuti prima dell'incidente a causa di un nastro magnetico troppo corto, quindi non ci sono dati relativi a cosa possono essersi detti i piloti in questa parte critica del volo. L'equipaggio, molto probabilmente, si rese conto dell'errore dopo aver stabilito un contatto visivo con la gola. Impostarono la massima potenza, cercando di sorvolare il terreno in salita della gola del fiume, ma era troppo tardi. L'aereo colpì gli alberi per primi, 91 metri (300 piedi) sotto l'elevazione dell'aeroporto, poi sbatté contro un edificio e si schiantò nell'area residenziale, lasciando una scia di detriti lunga 350 metri. L'ora dello schianto era alle 9:20. Tenendo conto dell'elevazione del primo impatto a 91 metri sotto il livello dell'aeroporto e dell'ultima discesa approvata a 550 metri QFE (sopra il livello dell'aeroporto), l'equipaggio era sceso a 641 metri (2100 piedi) al di sotto dell'altitudine approvata.
Alle 09:21, quando l'equipaggio non si fece sentire, l'ATC li contattò:
"450, qui è Praga. Conferma tramite radiofaro PR."
"JP450, mi ricevete?"
"450, 450, mi sentite?"
"450, sto trasmettendo alla cieca."
La risposta del volo 450 non arrivò mai.
Dei 115 passeggeri e 5 membri dell'equipaggio a bordo, 44 passeggeri e 1 assistente di volo sopravvissero all'impatto.

## Conclusioni
Non ci sono rapporti di indagine pubblicamente disponibili, trascrizioni del CVR o dati dell'FDR, senza i quali si possono solo ipotizzare le vere cause dell'incidente. Non è noto:
- se gli strumenti di navigazione e gli altimetri dell'aeromobile funzionassero correttamente e se l'equipaggio li aveva regolati e utilizzati correttamente
- se le comunicazioni tra l'equipaggio e il controllo del traffico aereo fossero chiare, precise e senza fraintendimenti
- non sono chiari nemmeno lo stato fisico ed emotivo dell'equipaggio e la qualità della gestione delle risorse in cabina (CRM)

Tuttavia, è chiaro che l'incidente è avvenuto a causa della discesa dell'aereo al di sotto dell'MDA pianificato e al di sotto dell'altitudine approvata dall'ATC. Più precisamente, tenendo conto del primo punto di impatto, 91 metri sotto il livello dell'aeroporto, e dell'ultima altitudine approvata di 550 metri QFE (sopra il livello dell'aeroporto), l'equipaggio era sceso di 641 metri (2100 piedi) sotto l'altitudine approvata.
Altri fattori che contribuirono allo schianto sono:
- il DC-9 che volò circa 0,7 miglia nautiche (1,3 Km) a sinistra del sentiero di discesa pianificato sopra PR e L, portandolo direttamente nella gola del fiume, che non riuscirono a superare
- i sistemi ILS e PAR aeroportuali che non erano operativi
- scarsa visibilità
- disorientamento spaziale dell'equipaggio

Tenendo conto di tutti i fatti noti, questo incidente può essere classificato come un tipico Volo controllato contro il suolo.

### Teorie non supportate sulle cause dell'incidente
Il motivo per cui l'aereo era sceso a 641 metri più in basso rispetto a quanto approvato dal controllore di volo non è mai stato determinato con chiarezza.
C'erano diverse teorie diffuse, ma la maggior parte di esse erano fuorvianti, secondo gli esperti.
Uno di loro affermava che i piloti non avevano impostato correttamente i propri altimetri secondo le istruzioni del controllore. L'indagine sull'incidente dimostrò che gli altimetri erano impostati correttamente, poiché l'altimetro trovato sulla scena dell'incidente aveva la pressione barometrica impostata su 981. Anche se l'equipaggio stava scendendo per errore avendo in mente il QNH, la collisione con il terreno al di sotto dell'aeroporto (circa 350 m sopra il livello medio del mare) non sarebbe dovuta accadere.
La seconda teoria sosteneva la possibilità che l'equipaggio avesse confuso l'altitudine in metri con l'altitudine in piedi. Tuttavia i piloti confermarono più volte l'altitudine approvata, in metri. È difficile immaginare che due piloti esperti, con migliaia di ore di volo sull'aereo, commettano un errore del genere.
Gli abitanti di Suchdol promossero un'altra teoria, basata su presunte testimonianze di sopravvissuti, che l'equipaggio avesse erroneamente scambiato la ferrovia e la strada illuminate, sotto la gola di Suchdol, per l'aeroporto. Basavano questa teoria sulle affermazioni secondo cui i passeggeri vicino alla cabina di pilotaggio, poco prima dell'impatto, avessero sentito il pilota annunciare il contatto visivo con la pista e iniziare ad atterrare. In tal caso, si potrebbe presumere che il pilota avesse interpretato erroneamente le luci stradali/ferroviarie come luci della pista iniziando quindi un atterraggio prematuro. Questa teoria è discutibile, sebbene il disorientamento spaziale sia stato un fattore che indubbiamente contribuì allo schianto, poiché un equipaggio esperto, che vola secondo le regole del volo strumentale, dovrebbe astenersi dal guardare fuori dalla cabina di pilotaggio (il che rientra nelle regole del volo a vista) e deve fare affidamento esclusivamente sui propri strumenti. Tuttavia, tenendo presente che l'ILS e il PAR non erano operativi, può accadere che l'equipaggio stesse cercando intensamente un contatto visivo e quindi non potesse monitorare gli altimetri dell'aeromobile e correlare l'altitudine letta alle istruzioni dell'ATC e all'elevazione dell'aeroporto.
Il rapporto ufficiale affermava che, durante l'ispezione della cabina di pilotaggio nel relitto, è stato riscontrato che "Entrambe le bussole radio a bordo dell'aeromobile erano impostate su un solo faro - PR". Questo fatto non spiega il mancato rispetto dell'altitudine, ma spiega la deviazione orizzontale dal sentiero di discesa, e testimonia le azioni e la cooperazione dell'equipaggio prima dello schianto. Durante un avvicinamento non di precisione, quando si utilizzano due radiofari, l'equipaggio dovrebbe aver impostato entrambe le frequenze, in modo da poter seguire la rotta corretta. Questo è il motivo per cui i piloti non avevano rilevato, durante l'avvicinamento finale, che stavano deviando continuamente dal percorso di planata lungo i radiofari PR ed L verso sud (a sinistra). Tornando alla precedente considerazione che l'equipaggio fosse sotto stress e sopraffatto mentalmente a causa dell'ILS e del PAR non operativi, è molto probabile che fossero molto concentrati più sulla ricerca di un contatto visivo esterno che sulla strumentazione. Questo punto di vista è supportato da Ladislav Keller, allora pilota civile cecoslovacco ed esperto di incidenti aerei, il quale ha affermato che l'impostazione insufficiente delle bussole radio indicava che l'equipaggio non si era preparato adeguatamente per l'atterraggio, non aveva collaborato come si doveva e aveva mancato di monitorare la strumentazione durante l'avvicinamento finale. Se i piloti avessero monitorato gli altimetri e la cartina di avvicinamento avrebbero interrotto la discesa ben prima dell'altitudine minima di discesa (MDA), utilizzata per l'avvicinamento non di precisione.
Keller dichiarò: "Se l'equipaggio avesse smesso di scendere all'altezza di decisione probabilmente non si sarebbe verificato un incidente perché l'aereo avrebbe volato a circa 90 metri sopra la soglia della pista, tuttavia i piloti scesero a un'altitudine di 100 metri sotto la soglia della pista, indicando che erano totalmente disorientati, non conoscevano la propria posizione e non monitorarono affatto l'altimetro. Si presume che il pilota non stesse guardando la strumentazione guardando invece fuori dal parabrezza della cabina di pilotaggio".